# تسلیم شاهزاده دیپونگورو به ژنرال کوک
تسلیم شاهزاده دیپو نگورو به ژنرال دی کوک (هلندی: De onderwerping van Diepo Negoro aan luitenant-generaal baron De Kock) یک نقاشی رنگ روغن روی بوم است که توسط نیکولاس پینمن بین سالهای ۱۸۳۰ و ۱۸۳۵ کشیده شده‌است. از دیدگاه استعماری پیروز هلند و دستگیری شاهزاده دیپونگورو در سال ۱۸۳۰ را به تصویر می‌کشد که نشاندهنده پایان جنگ جاوا (۱۸۲۵–۱۸۳۰) بود.

## شرح
این نقاشی دستگیری شاهزاده دیپونگورو، نجیب‌زاده جاوه و رهبر اصلی جنگ جاوه، توسط ژنرال هندریک مرکوس دی کوک در ۲۸ مارس ۱۸۳۰ را به تصویر می‌کشد. این دستگیری از منظر استعماری هلند به تصویر کشیده شده‌است، در حالی که دیپونگورو پیروان خود را رها کزده و در حالی که پرچم هلند بر فراز خانه ژنرال به اهتزاز در می‌آید، دی کوک با اعتماد به نفس و به‌طور مسالمت آمیزی تسلیم می‌شود.  دیپونگورو یک قدم پایین‌تر از دی کوک ایستاده‌است که به سمت کالسکه ای که رهبر چریک‌ها را به تبعید می‌برد اشاره می‌کند.  

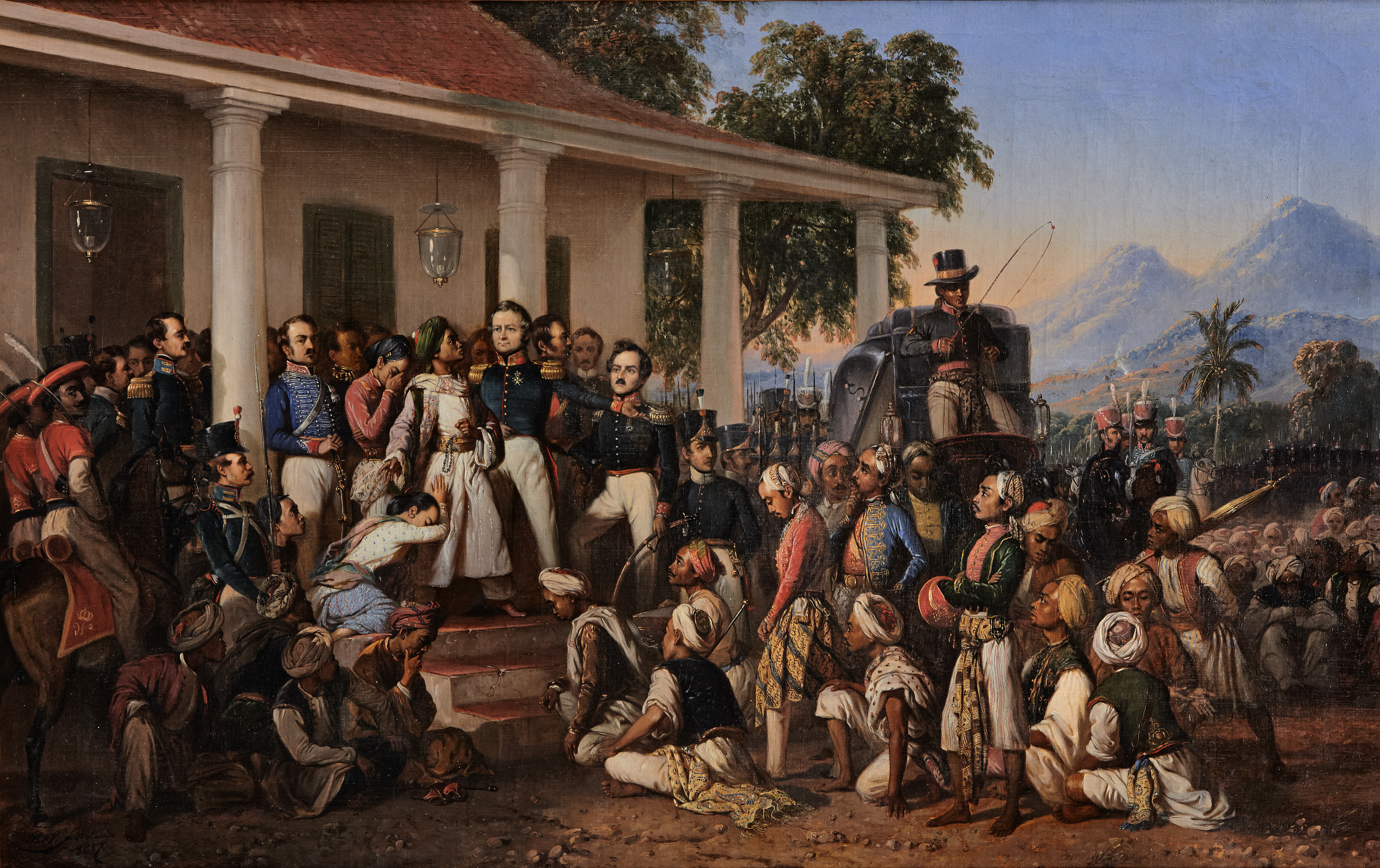
دستگیری پانگران دیپونگورو، اثر رادن صالح